# Плешивица (Селница)
Плешивица (хрв. Plešivica, мађ. Kopaszhegy) је насељено место у саставу општине Селница, Међимурска жупанија, Хрватска.

## Историја
До територијалне реорганизације у Хрватској била је у саставу старе општине Чаковец.

## Становништво
У попису становништва из 2011. године, Плешивица је имала 115 становника.
| Број становника према пописима | Број становника према пописима | Број становника према пописима | Број становника према пописима | Број становника према пописима | Број становника према пописима | Број становника према пописима | Број становника према пописима | Број становника према пописима | Број становника према пописима | Број становника према пописима | Број становника према пописима | Број становника према пописима | Број становника према пописима | Број становника према пописима | Број становника према пописима |
| ------------------------------ | ------------------------------ | ------------------------------ | ------------------------------ | ------------------------------ | ------------------------------ | ------------------------------ | ------------------------------ | ------------------------------ | ------------------------------ | ------------------------------ | ------------------------------ | ------------------------------ | ------------------------------ | ------------------------------ | ------------------------------ |
| 1857                           | 1869                           | 1880                           | 1890                           | 1900                           | 1910                           | 1921                           | 1931                           | 1948                           | 1953                           | 1961                           | 1971                           | 1981                           | 1991                           | 2001                           | 2011                           |
| 149                            | 150                            | 0                              | 0                              | 160                            | 175                            | 198                            | 206                            | 284                            | 247                            | 209                            | 215                            | 156                            | 110                            | 118                            | 115                            |

Напомена: Године 1880. и 1890. подаци су садржани у насељу Доњи Зебанец.